# Gare de Zottegem
La gare de Zottegem (en néerlandais : station Zottegem) est une gare ferroviaire belge des lignes 89, de Denderleeuw à Y Zandberg (Courtrai), et 122, de Y Melle à Grammont, située à proximité du centre de la ville de Zottegem dans la province de Flandre-Orientale en Région flamande.
Elle est mise en service en 1867 par la Société du chemin de fer de Braine-le-Comte à Gand et reprise en 1869 par l'administration des chemins de fer de l'État belge. C'est une gare de la Société nationale des chemins de fer belges (SNCB) desservie par des trains InterCity (IC), Suburbains (S), Omnibus (L) et d'Heure de pointe (P).

## Situation ferroviaire

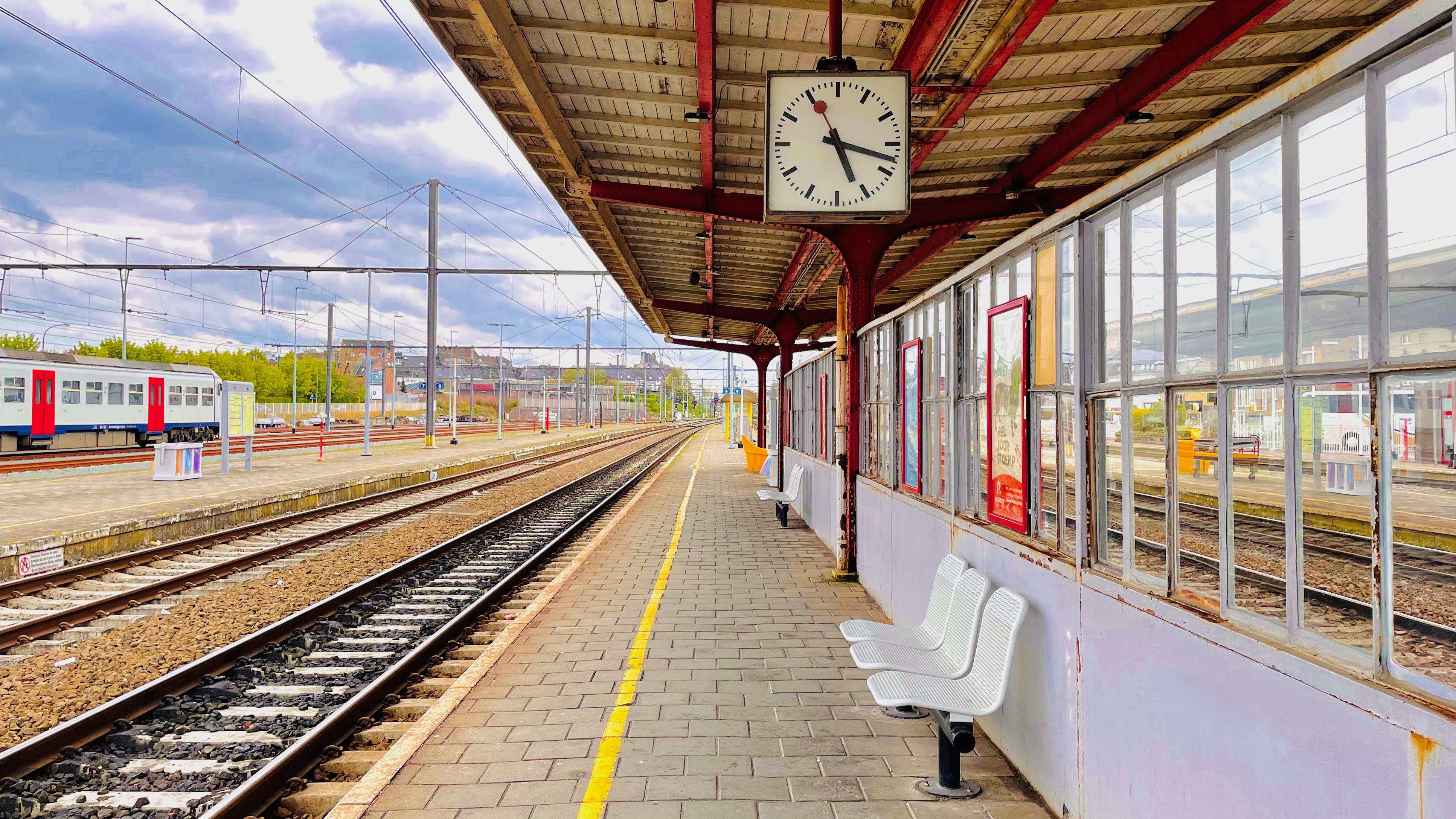
Quais de la gare.

Établie à 63 mètres d'altitude, la gare de Zottegem est située au point kilométrique (PK) 20,235 de la ligne 89, de Denderleeuw à Y Zandberg (Courtrai), entre les gares ouvertes de Hillegem et de Munkzwalm.

## Histoire

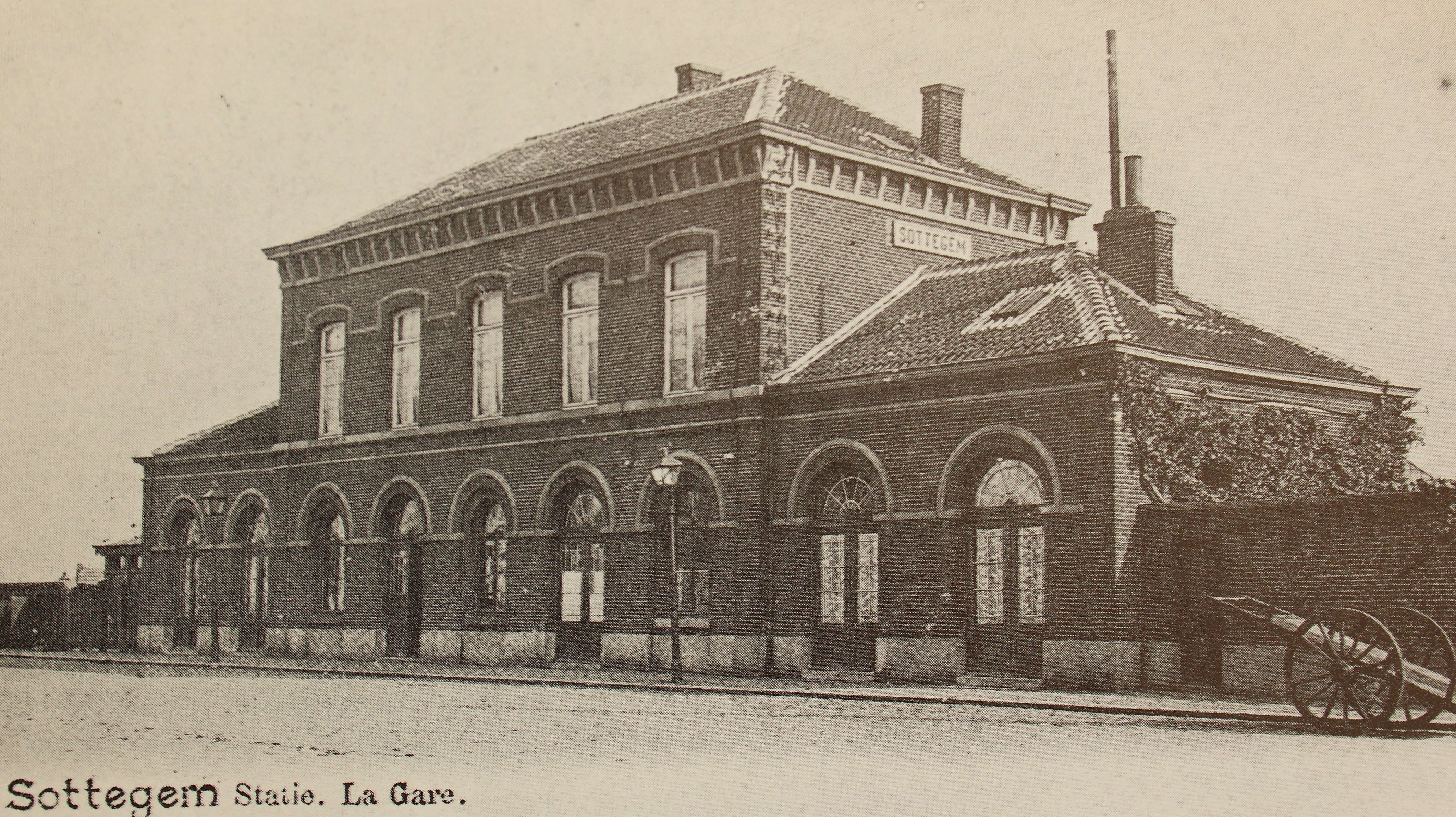
Ancien bâtiment de la gare.

La gare de Zottegem est mise en service le 5 janvier 1867, par la Société du chemin de fer de Braine-le-Comte à Gand qui inaugure alors l'actuelle ligne 122, de Melle à Grammont, exploitée par les Chemins de fer de l'État belge.
Le 12 avril 1868, la Société belge de chemins de fer inaugure à son tour la ligne de Courtrai à Audenarde, rapidement prolongée vers Denderleeuw. Cette ligne, actuelle ligne 89, fut exploitée par la Société générale d'exploitation de chemins de fer jusqu'en 1871.
Réalisé par les Chemins de fer de l’État belge, adjudication publique passée le 29 décembre 1869 pour un montant de 4 022 fr (agrandissement de la station) et 24 268 fr (bâtiment en lui-même), le premier bâtiment des recettes est un bâtiment à étage de cinq travées sous toiture à croupes, flanqué de deux ailes basses sous toiture à croupe. Doté d'une marquise, il possède des arcs en plein cintre au rez-de-chaussée et des arcs bombés à l'étage. Ce même plan sera utilisé en 1878 pour la gare de Bourg-Léopold. Il pourrait s'agir d'une reprise de plans des années 1850,[réf. souhaitée] ce bâtiment présente en effet de nombreuses similitudes avec celui des gares (démolies) de Havinnes, Deinze, Olsene, Tronchiennes et Erembodegem.
Un nouveau bâtiment, dessiné en 1978 par l'architecte Jacques Devincke le remplace en 1980. Il s'agit d'une structure cubique en béton avec remplissage en brique foncée munie de larges fenêtres avec persiennes décoratives sur les pilastres. Il présente quelques similarités avec celui de la gare d'Eeklo, du même architecte.

## Service des voyageurs

### Accueil
Gare de la SNCB, Zottegem dispose d'un guichet avec salle d'attente, ouverts du lundi au samedi, et d'automates de vente de titres de transports.

### Desserte
Zottegem est desservie par des InterCity, Suburbains (S) , Omnibus (L) et d'Heure de pointe (P) qui effectuent des missions sur les lignes commerciales 89 et 122 (voir brochures SNCB,).

#### Semaine
En semaine, Zottegem possède six dessertes régulières par heure : des trains IC-13 reliant Courtrai à Bruxelles-Midi et Schaerbeek et des IC-23 d'Ostende à Bruxelles-Aéroport-Zaventem via Courtrai, Roulers et Bruges. Des trains S3 de Zottegem à Termonde, via Bruxelles ; des S8 de Zottegem à Louvain-la-Neuve, via Bruxelles et des trains S52 reliant Grammont à Gand-Saint-Pierre ainsi qu'une relation Omnibus (L) entre Courtrai et Zottegem.
Aux heures de pointe, des trains P ou S supplémentaires renforcent les trains réguliers. Il existe cinq trains P/S3 Courtrai/Audenarde/Zottegem vers Bruxelles-Midi et Schaerbeek (le matin, retour l'après-midi) ; plusieurs parcours aller-retour Zottegem - Courtrai et une série de trains renforçant les trains S52 vers Grammont et Gand-Saint-Pierre, certains de ces derniers circulant également entre Gand et Renaix via Audenarde.

#### Week-end et jours fériés
La desserte est moins étoffée et comprend uniquement des IC-23 et S52 aux parcours inchangés ainsi que des S3 limités au trajet Zottegem - Schaerbeek.

## Comptage voyageurs
Ce graphique et tableau montre le nombre de voyageurs embarquant en moyenne durant la semaine, le samedi et le dimanche.
| Nombre de passagers qui embarquent à la gare de Zottegem | Nombre de passagers qui embarquent à la gare de Zottegem | Nombre de passagers qui embarquent à la gare de Zottegem | Nombre de passagers qui embarquent à la gare de Zottegem |
|                                                          | Semaine                                                  | Samedi                                                   | Dimanche                                                 |
| -------------------------------------------------------- | -------------------------------------------------------- | -------------------------------------------------------- | -------------------------------------------------------- |
| 1977                                                     | 7 298                                                    | 857                                                      | 590                                                      |
| 1978                                                     | 6 745                                                    | 694                                                      | 526                                                      |
| 1979                                                     | 7 487                                                    | 760                                                      | 623                                                      |
| 1980                                                     | 7 008                                                    | 700                                                      | 981                                                      |
| 1981                                                     | 6 342                                                    | 893                                                      | 586                                                      |
| 1982                                                     | 6 578                                                    | 787                                                      | 756                                                      |
| 1983                                                     | 6 693                                                    | 725                                                      | 612                                                      |
| 1984                                                     | 7 568                                                    | 836                                                      | 854                                                      |
| 1985                                                     | 6 801                                                    | 992                                                      | 1 055                                                    |
| 1986                                                     | 7 170                                                    | 792                                                      | 813                                                      |
| 1987                                                     | 7 204                                                    | 813                                                      | 800                                                      |
| 1988                                                     | 6 499                                                    | 817                                                      | 758                                                      |
| 1989                                                     | 6 698                                                    | 793                                                      | 798                                                      |
| 1990                                                     | 6 731                                                    | 883                                                      | 678                                                      |
| 1991                                                     | 6 697                                                    | 683                                                      | 744                                                      |
| 1992                                                     | 6 549                                                    | 770                                                      | 779                                                      |
| 1993                                                     | 6 637                                                    | 862                                                      | 681                                                      |
| 1994                                                     | 6 312                                                    | 727                                                      | 684                                                      |
| 1995                                                     | 5 824                                                    | 885                                                      | 855                                                      |
| 1996                                                     | 5 853                                                    | 817                                                      | 642                                                      |
| 1997                                                     | 6 130                                                    | 841                                                      | 777                                                      |
| 1998                                                     | 7 744                                                    | 827                                                      | 814                                                      |
| 1999                                                     | 5 691                                                    | 826                                                      | 639                                                      |
| 2000                                                     | 7 498                                                    | 832                                                      | 708                                                      |
| 2001                                                     | 6 815                                                    | 755                                                      | 658                                                      |
| 2002                                                     | 6 674                                                    | 704                                                      | 524                                                      |
| 2003                                                     | 6 459                                                    | 744                                                      | 702                                                      |
| 2004                                                     | 6 080                                                    | 1 038                                                    | 997                                                      |
| 2005                                                     | 6 022                                                    | 1 000                                                    | 982                                                      |
| 2006                                                     | 6 433                                                    | 1 020                                                    | 934                                                      |
| 2007                                                     | 6 145                                                    | 994                                                      | 888                                                      |
| 2008                                                     | -                                                        | -                                                        | -                                                        |
| 2009                                                     | 5 446                                                    | 834                                                      | 778                                                      |
| 2010                                                     | -                                                        | -                                                        | -                                                        |
| 2011                                                     | -                                                        | -                                                        | -                                                        |
| 2012                                                     | 5 758                                                    | 927                                                      | 870                                                      |
| 2013                                                     | 6 211                                                    | 786                                                      | 747                                                      |
| 2014                                                     | 5 990                                                    | 808                                                      | 813                                                      |
| 2015                                                     | 5 817                                                    | 816                                                      | 650                                                      |
| 2016                                                     | 5 153                                                    | 768                                                      | 755                                                      |
| 2017                                                     | 4 286                                                    | 1 131                                                    | 814                                                      |
| 2018                                                     | 4 718                                                    | 931                                                      | 796                                                      |
| 2019                                                     | 4 936                                                    | 986                                                      | 931                                                      |
| 2020                                                     | 2 774                                                    | 580                                                      | 525                                                      |
| 2021                                                     | -                                                        | -                                                        | -                                                        |
| 2022                                                     | 4 899                                                    | 1 120                                                    | 1 210                                                    |
| 2023                                                     | 4 360                                                    | 1 109                                                    | 934                                                      |
| 2024                                                     | 4 360                                                    | 1 186                                                    | 999                                                      |

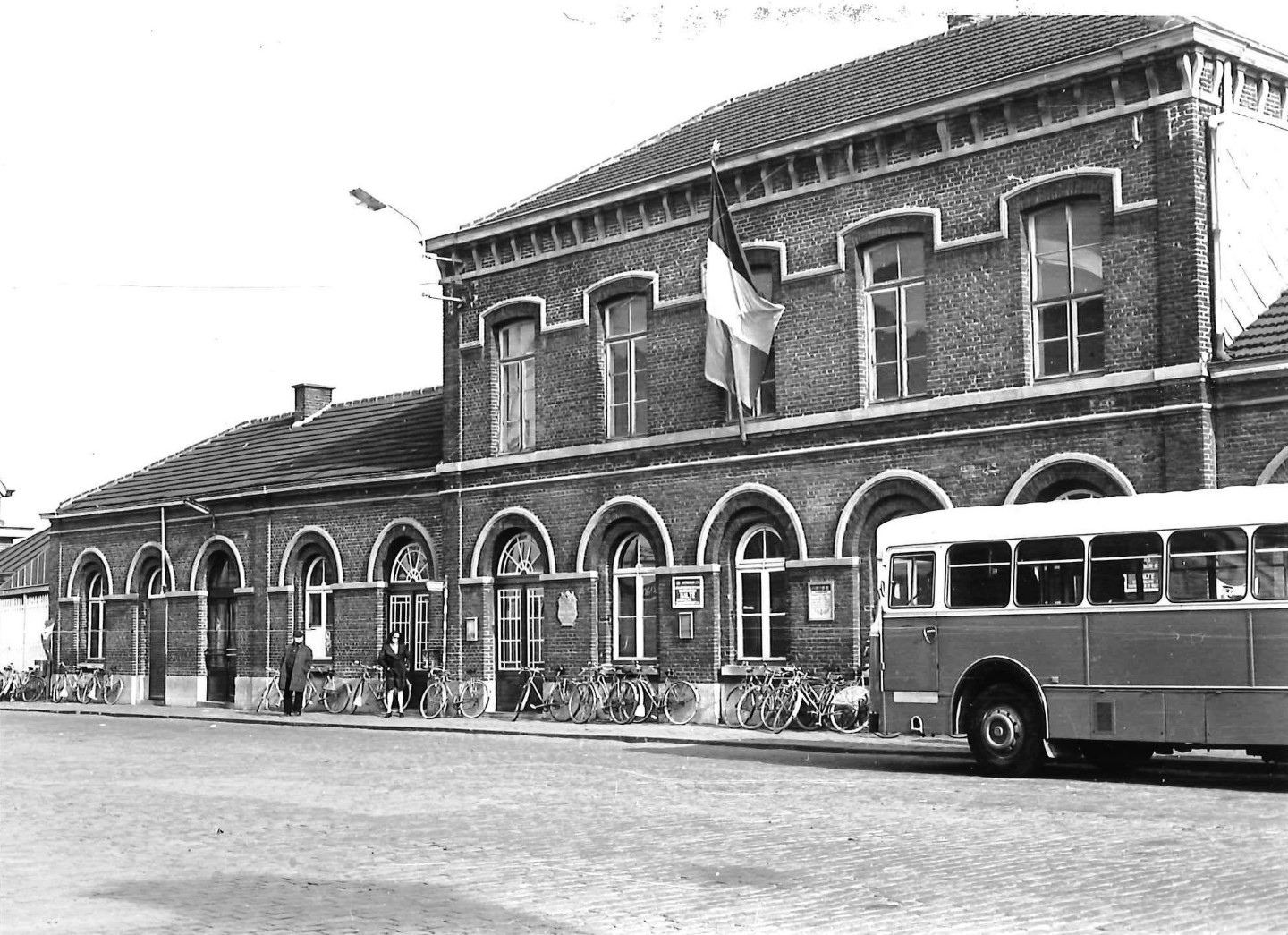
Bâtiment de la gare en 1975.
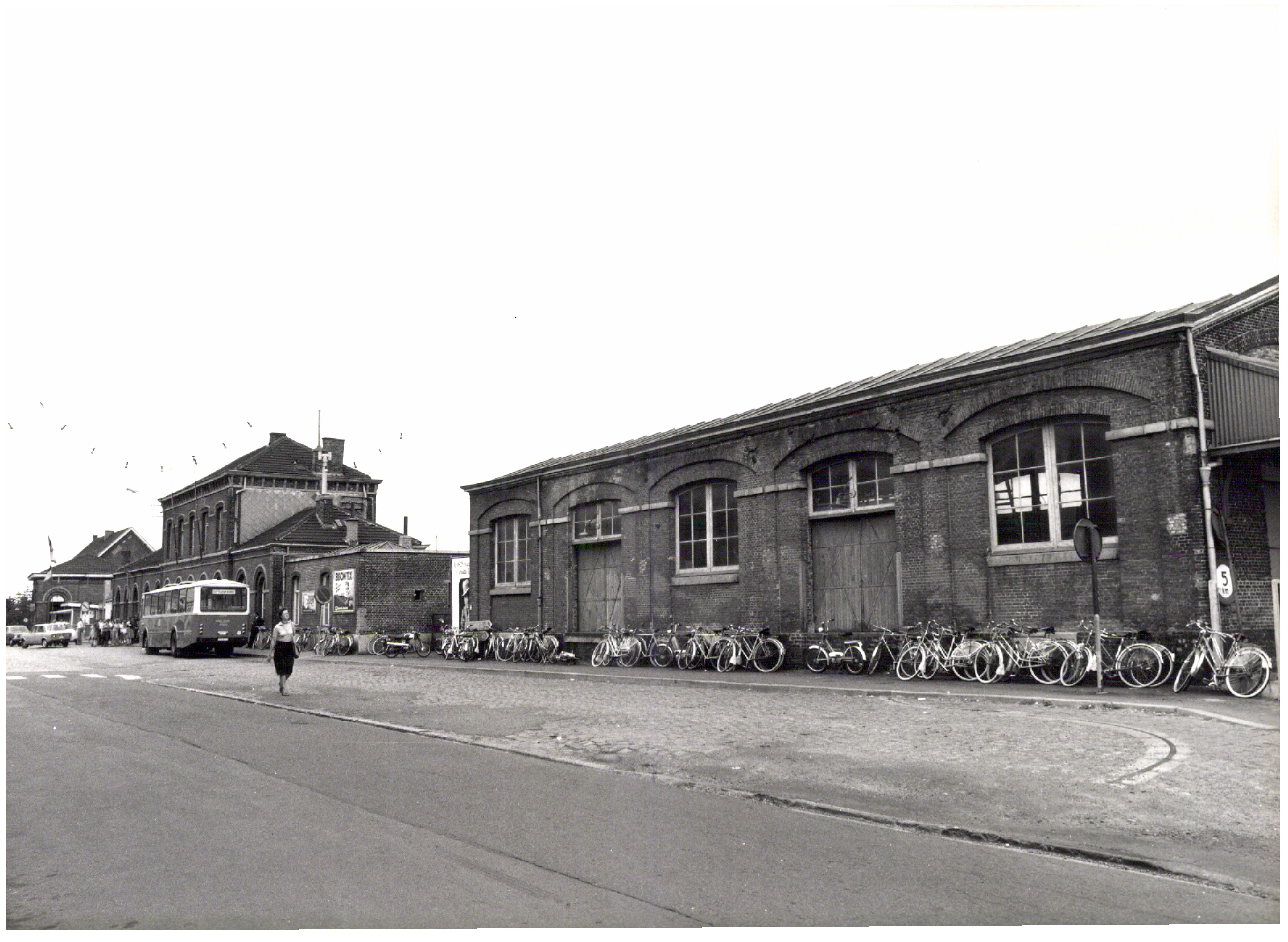
Halle à marchandises.
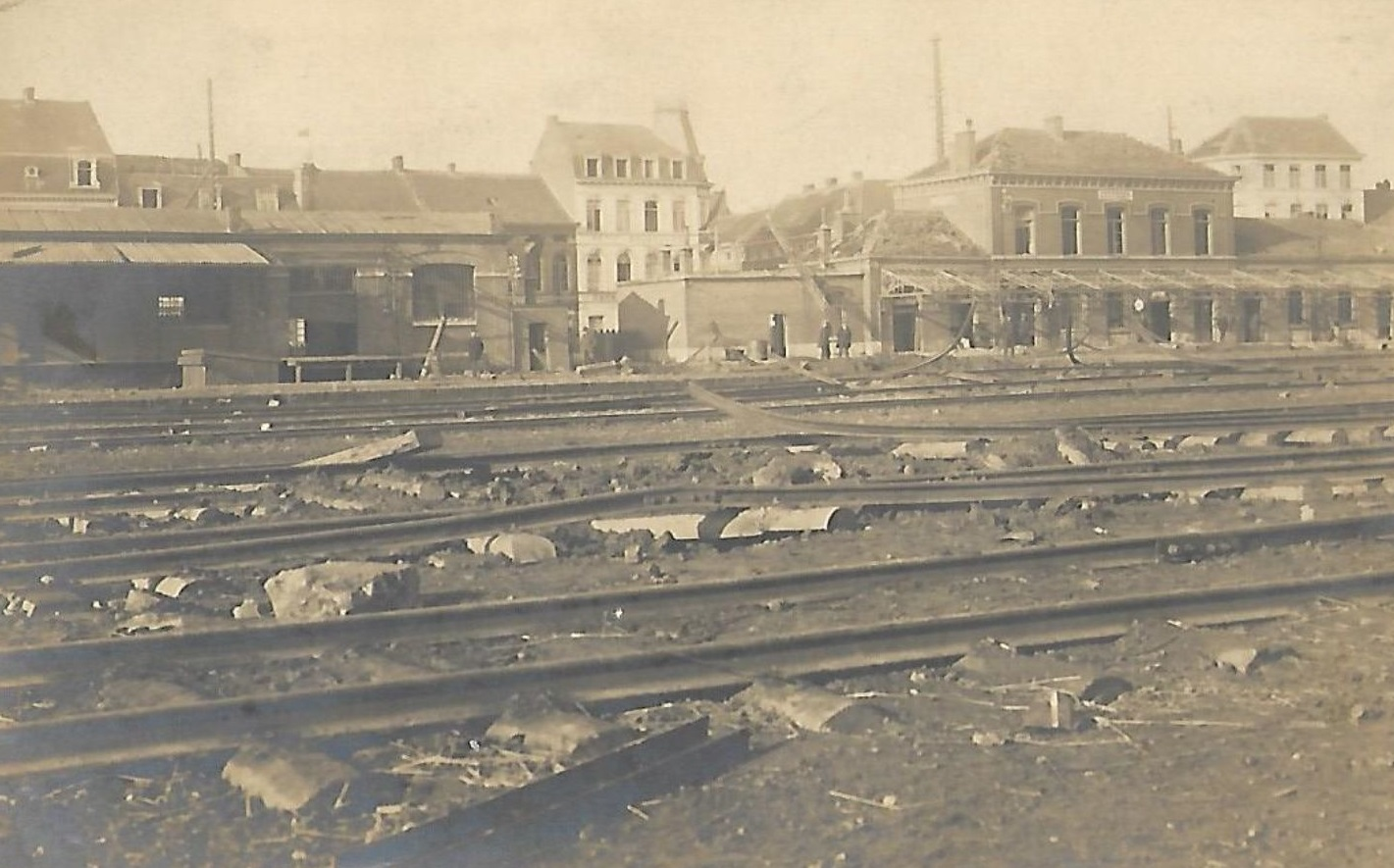
Pendant la Première Guerre mondiale.
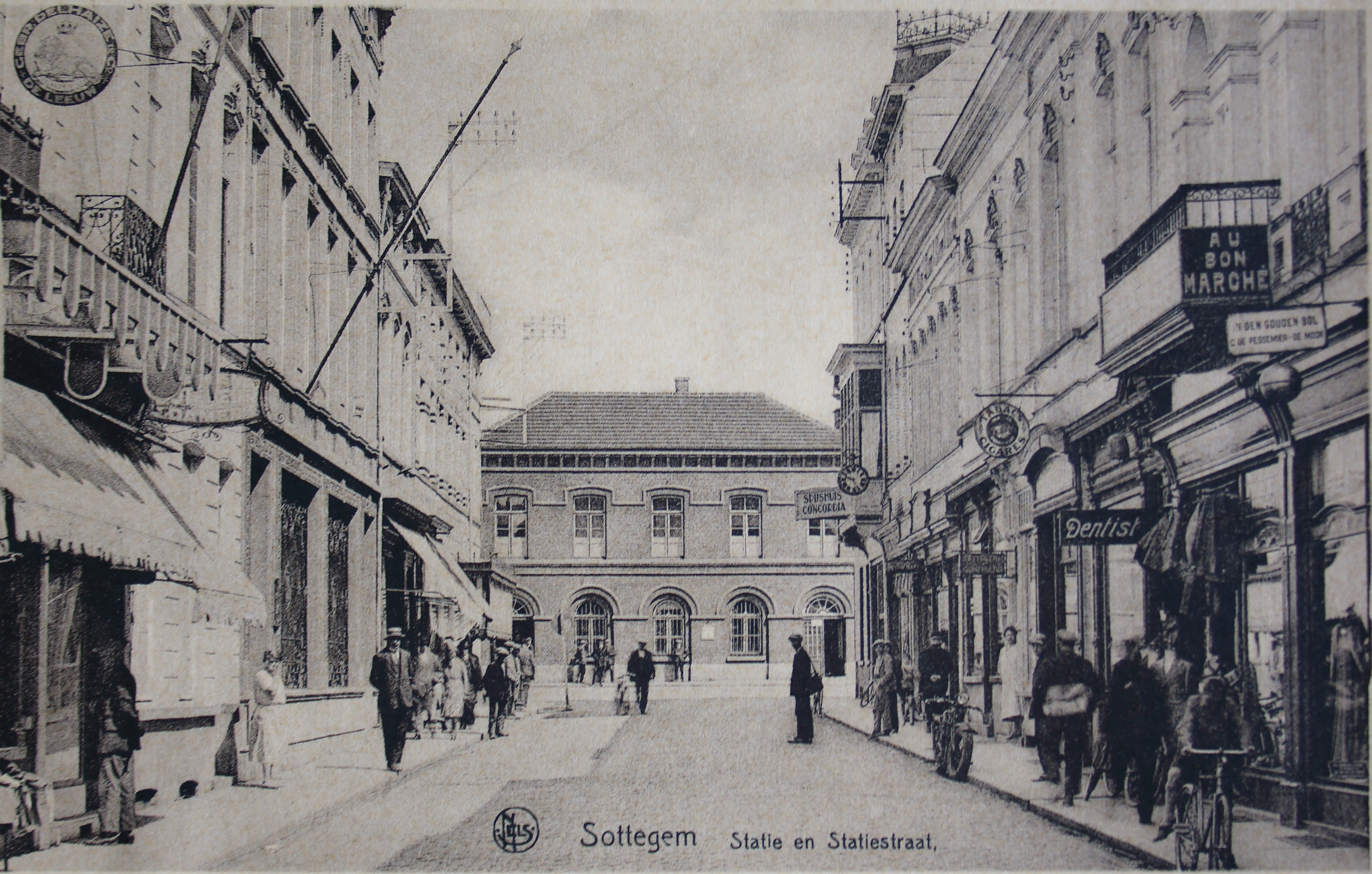
Vue depuis la Rue de la Station.
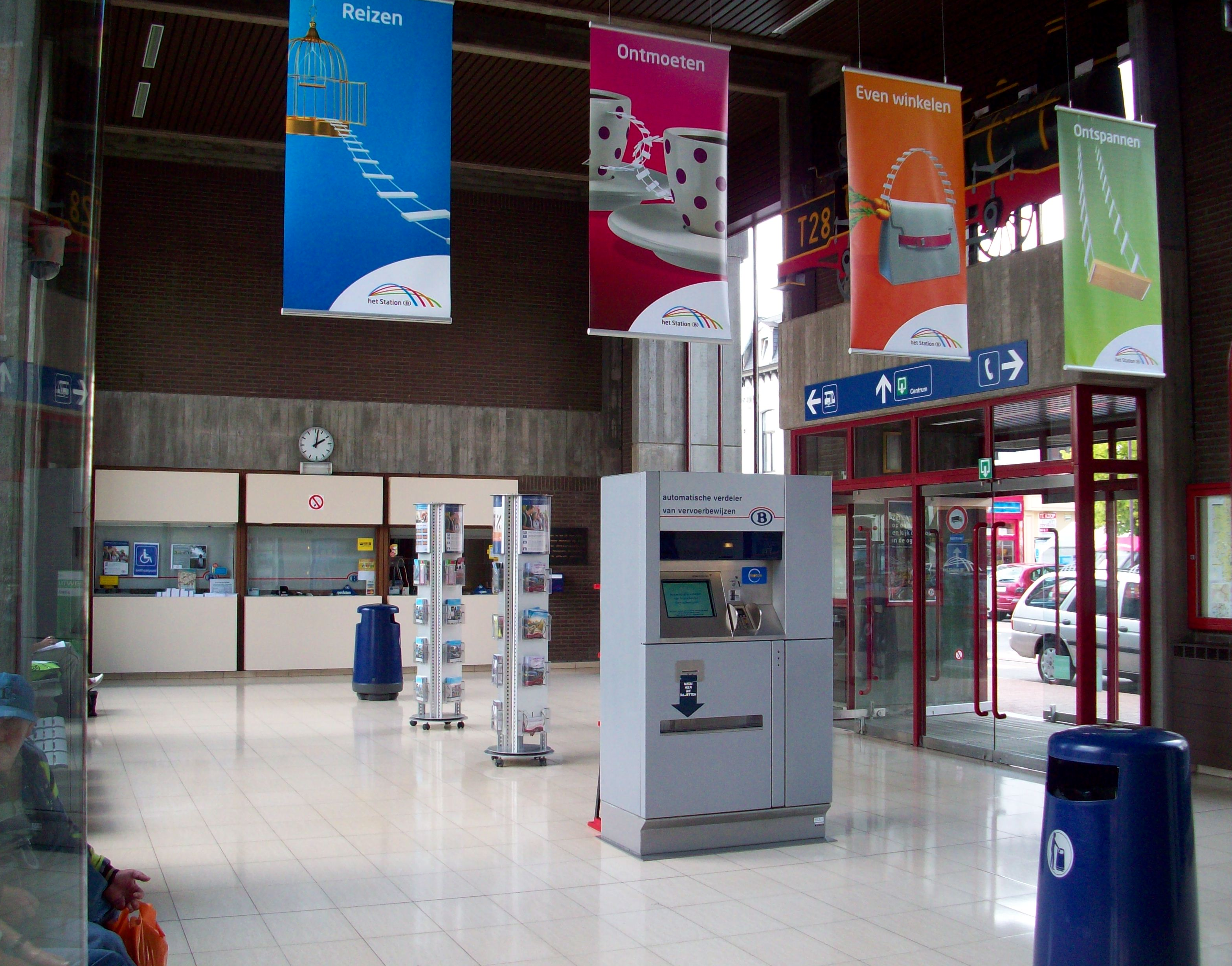
Hall de gare (2009).
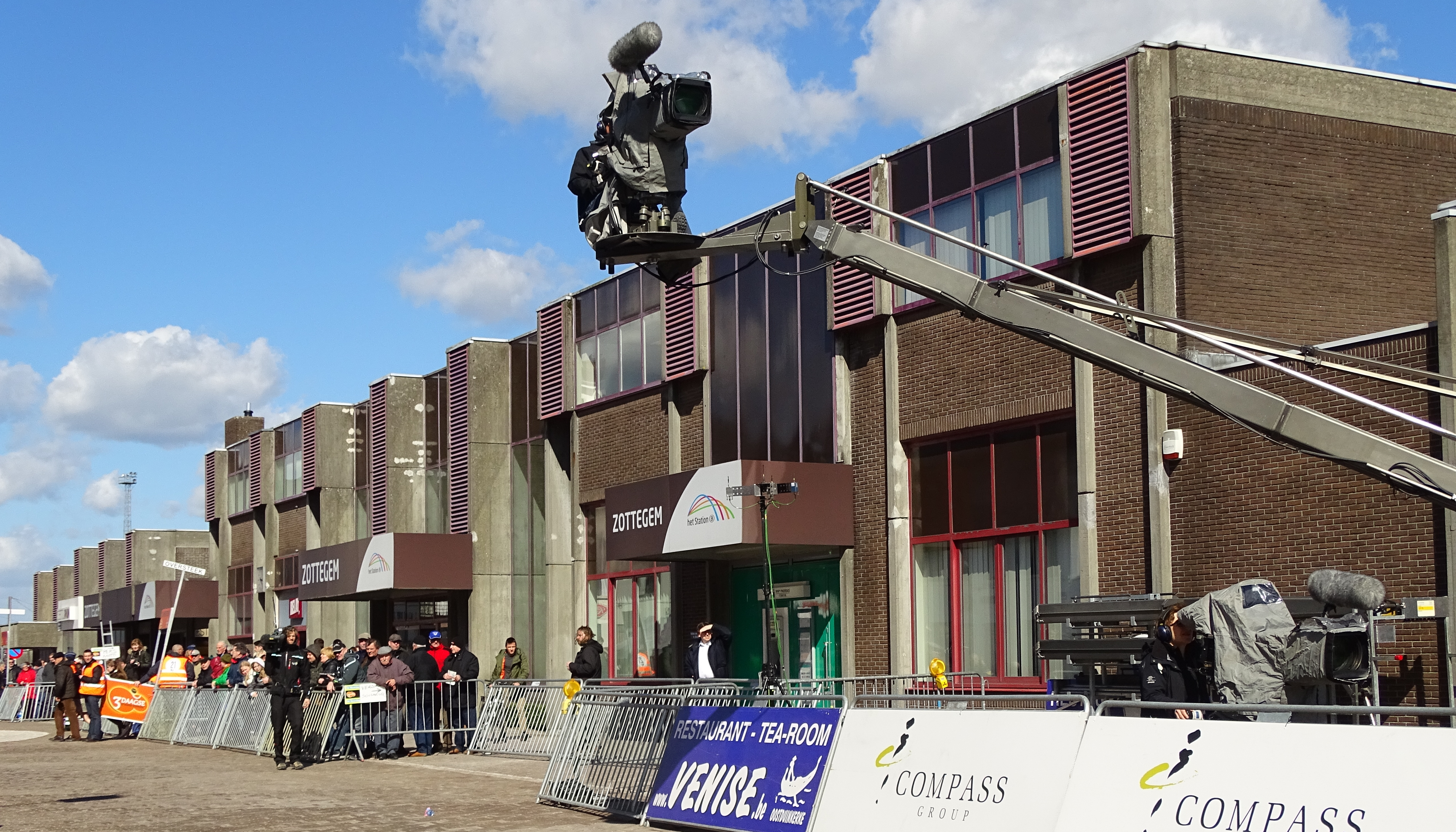
En 2015, durant la classic Bruges-La Panne.
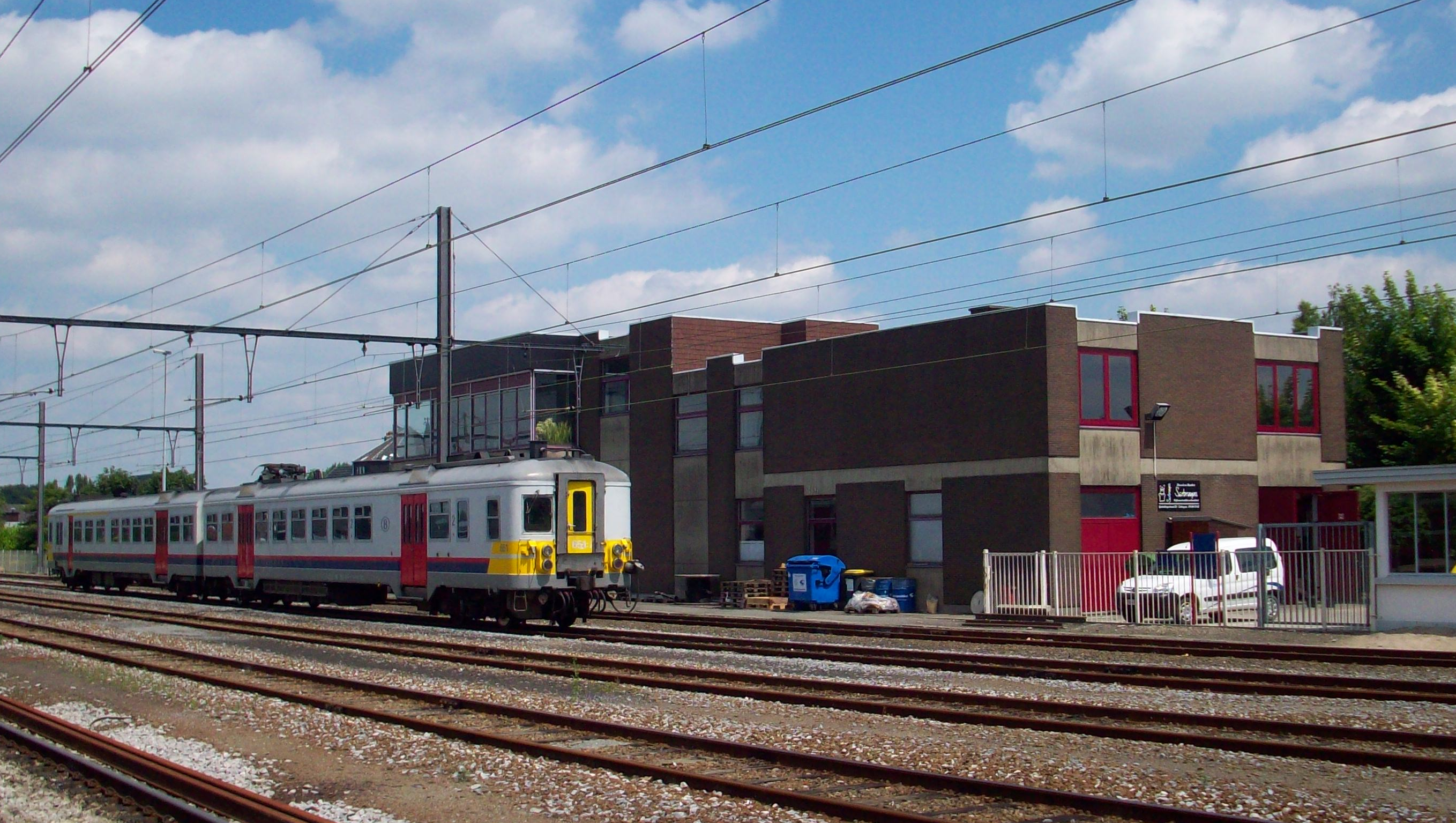
Cabine de signalisation.